# アイドル楽曲大賞
アイドル楽曲大賞（アイドルがっきょくたいしょう）は、2012年より行われているアイドル楽曲についての年間ランキング企画である。

## 概要
ライター・編集者のピロスエ（鈴木亮一）が主宰。アイドルファンのインターネットによる投票で選出される。
ピロスエは2002年よりハロー!プロジェクト（ハロプロ）の楽曲を対象とした「ハロプロ楽曲大賞」を主宰しており、2010年よりハロプロ以外のアイドル楽曲を対象とした「アイドル楽曲部門」を新設、2012年にアイドル楽曲大賞として独立した。そのため、ハロプロの楽曲はノミネートの対象外となっている。なお、チャオ ベッラ チンクエッティ、吉川友、アップアップガールズ（仮）など現ハロプロメンバーではないがハロプロとの関連が強いアイドルについては、「ハロプロ」「アイドル」の両方ともノミネート対象となる。
ファン主導によるランキングながら、既存の音楽賞にアイドルのみを対象としたものがなかったことから、タワーレコード等のCDショップで結果が掲示されたり、わーすたやアイドルネッサンスの紹介記事に当ランキングの結果が使われるなど、注目を集める企画となりつつある。

## 部門
- メジャーアイドル楽曲部門
- インディーズ/地方アイドル楽曲部門
2012年は「楽曲部門」のみであったが、2013年より「メジャー」と「インディーズ/地方」に分割。
前年12月1日 - 11月30日に発売されたCDシングル・アルバムに収録された楽曲がノミネート対象。ノミネート対象から各5曲を選び、点数（1曲につき0.5 - 3pts.、合計10pts.）をつけて投票。
「楽曲大賞」と銘打っていることから、上記2部門のいずれかへの投票が必須（「アルバム部門」「推し箱部門」のみの投票は不可）。
2015年はT-Palette Recordsよりリリースされた楽曲が「インディーズ/地方」から「メジャー」に変更された[7]が、2016年は「インディーズ/地方」に再度変更。また、2016年アイドル専門メジャーレーベルとして発足[8]したFORCE MUSICは「インディーズ/地方」扱いとなっている。
- アルバム部門
前年12月1日 - 11月30日に発売されたCDアルバムがノミネート対象。ノミネート対象から3枚を選び、点数（1枚につき0.5 - 5pts.、合計6pts.）をつけて投票。
- 推し箱部門
「メジャー」「インディーズ/地方」にノミネートされているアイドルが対象。「今年最も活躍したアイドル」ではなく、「最も好きなアイドル」を1組選び投票。

## 結果

### 独立以前
2010年（第9回ハロプロ楽曲大賞2010）
- アイドル楽曲部門 「行くぜっ!怪盗少女」（ももいろクローバー）

2011年（第10回ハロプロ楽曲大賞2011）
- アイドル楽曲部門 「鼓動の秘密」（東京女子流）

### 2012年（第1回）
- 楽曲部門 「ワナダンス!」（Tomato n' Pine）
- アルバム部門 『PS4U』（Tomato n' Pine）
- 推し箱部門 東京女子流

### 2013年（第2回）
- メジャーアイドル楽曲部門 「恋するフォーチュンクッキー」（AKB48）
- インディーズ/地方アイドル楽曲部門 「手紙。」（青SHUN学園）
- アルバム部門 『Melody Palette』（Negicco）
- 推し箱部門 東京女子流

### 2014年（第3回）
- メジャーアイドル楽曲部門 「恋は走りだした」（Dorothy Little Happy）
- インディーズ/地方アイドル楽曲部門 「17才」（アイドルネッサンス）
- アルバム部門 『STARING OVER』（Dorothy Little Happy）
- 推し箱部門 東京女子流

### 2015年（第4回）
- メジャーアイドル楽曲部門 「ねぇバーディア」（Negicco）
- インディーズ/地方アイドル楽曲部門 「いぬねこ。青春真っ盛り」（わーすた）
- アルバム部門 『Rice&Snow』（Negicco）
- 推し箱部門 Negicco

### 2016年（第5回）
- メジャーアイドル楽曲部門 「サイレントマジョリティー」（欅坂46）
- インディーズ/地方アイドル楽曲部門 「きみわずらい」（まねきケチャ）
- アルバム部門 『sora tob sakana』（sora tob sakana）
- 推し箱部門 アイドルネッサンス

### 2017年（第6回）
- メジャーアイドル楽曲部門 「プロミスザスター」（BiSH）
- インディーズ/地方アイドル部門 「3WD」（Task have Fun）
- アルバム部門 『THE FOUNDER』（フィロソフィーのダンス）
- 推し箱部門 私立恵比寿中学

### 2018年（第7回）
- メジャーアイドル楽曲部門 「New Stranger」（sora tob sakana）
- インディーズ/地方アイドル部門 「ライブ・ライフ」（フィロソフィーのダンス）
- アルバム部門 『alight ep』（sora tob sakana）
- 推し箱部門 私立恵比寿中学

### 2019年（第8回）
- メジャーアイドル楽曲部門 「星の数え方」（私立恵比寿中学）
- インディーズ/地方アイドル部門 「それは月曜日の9時のように」（桜エビ～ず）
- アルバム部門 『octave』（桜エビ～ず）
- 推し箱部門 ukka （「桜エビ～ず」から2019年11月16日に改名）

### 2020年（第9回）
- メジャーアイドル楽曲部門 「ジャンプ」（私立恵比寿中学）
- インディーズ/地方アイドル部門 「恋、いちばんめ」（ukka）
- アルバム部門 『playlist』（私立恵比寿中学）
- 推し箱部門 私立恵比寿中学

### 2021年（第10回）
- メジャーアイドル楽曲部門 「イヤフォン・ライオット」（私立恵比寿中学）
- インディーズ/地方アイドル部門 「わたし、恋始めたってよ！」（ばってん少女隊）
- アルバム部門 『青春群像』（タイトル未定）
- 推し箱部門 タイトル未定

### 2022年（第11回）
- メジャーアイドル楽曲部門 「キリグニア」（CYNHN）
- インディーズ/地方アイドル部門 「わたしの一番かわいいところ」（FRUITS ZIPPER） / 「熱波」（fishbowl） ※同点一位
- アルバム部門 『九祭』（ばってん少女隊）
- 推し箱部門 ばってん少女隊

### 2023年（第12回）
- メジャーアイドル楽曲部門 「楽の上塗り」（CYNHN）
- インディーズ/地方アイドル部門 「八月」（fishbowl）
- アルバム部門 『王国』（fishbowl）
- 推し箱部門  CYNHN

### 2024年（第13回）
- メジャーアイドル楽曲部門 「いいおくり」（CYNHN）
- インディーズ/地方アイドル部門 「一雨」（fishbowl）
- アルバム部門 『自然』（fishbowl）
- 推し箱部門  CYNHN

## イベント
主催者のピロスエ、コメンテーターの岡島紳士、ガリバー、宗像明将（2014年 - ）などにより、2019年まで毎年阿佐ヶ谷ロフトAで12月30日（29日深夜）に発表イベントを行っていた。ハロプロ楽曲大賞は翌日の12月31日（30日深夜）にロフトプラスワンで発表イベントを行うのが恒例であった。
2020年は、新型コロナウイルス感染症の影響により有観客イベントは行わず、アイドル楽曲大賞は12月29日21時、ハロプロ楽曲大賞は12月30日21時にTwitterで結果発表、及びコメンテーター陣による解説トークを配信。
2022年は開催時期を入れ替え、ハロプロ大賞'22は12月29日、アイドル大賞は12月30日に開催予定。
2019年より、スピンオフイベントとして、VIDEOTHINK（岡島）主催で楽曲大賞コメンテーター陣とゲストによる「アイドル楽曲大賞プレトーク」を新宿・ROCK CAFE LOFTにて行っている。
| #     | 公演日        | ゲスト | 備考 |
| ----- | ------------- | --- | ---- |
| Vol.1 | 2019年2月11日 | 児玉律子（FAREWELL, MY L.u.v）、小林拓馬（FAREWELL, MY L.u.vプロデューサー）                                           |      |
| Vol.2 | 2019年4月21日 | 武井麻里子、おのしのぶ（Her Ghost Friend）、書庫りり子＆夏目鳳石（染脳ミーム）、マモル（染脳ミーム音楽プロデューサー） |      |